# Potentilla evestita
Potentilla evestita es una especie de planta del género Potentilla, perteneciente a la familia Rosaceae.

## Taxonomía
Potentilla evestita fue descrita por Franz Theodor Wolf en 1908.

## Distribución
Se encuentra en el territorio este de Europa hasta el Lejano Oriente ruso y el Himalaya occidental.